# Вілла Парк (стадіон)
Ві́лла Парк (англ. Villa Park) — футбольний стадіон у Бірмінгемі, Англія. Відкритий 17 квітня 1897 року товариським матчем місцевої команди «Астон Вілла» проти «Блекберн Роверз». Стадіон має 4 зірки за рейтингом УЄФА, приймав 16 матчів збірної Англії. Перша зустріч відбулася 1899 року, остання у 2005 році. Таким чином Вілла Парк єдиний стадіон, який приймав національну збірну протягом трьох сторіч.
Вілла Парк приймав 55 пів-фіналів Кубка Англії, що є абсолютним рекордом. Трибуни стадіону мають свої власні назви: Холт (англ. Holte End), Триніті-Роуд (англ. Trinity Road Stand), Північна (англ. North Stand) та трибуна Даґа Елліса (англ. The Doug Ellis Stand), названа на честь почесного президента клубу. Керівництво «Астон Вілли» бажає перебудувати Північну трибуну, збільшивши таким чином місткість стадіону до майже 50 000 чоловік.

## Історія
Астон Вілла зробила свій історичний переїзд на Вілла Парк в 1897 році, всього через сім днів після того, як вона зробила дубль, вигравши і чемпіонат, і кубок країни. Цей переїзд з їхнього старого стадіону Перрі Бар (англ. Perry Barr) на Веллінгтон Роуд був завершальним моментом успішного сезону. Хоча говорили, що залишаючи таку знамениту стару арену, Вілла завершує еру, клуб сподівався на нові перемоги вже на новому стадіоні. 

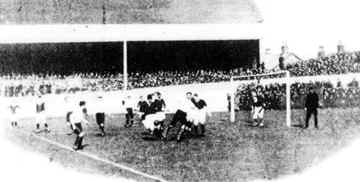
«Вілла Парк» в 1899 році під час гри між Шотландією та Англією

Офіційно стадіон був відкритий у вівторок, 17 квітня, грою проти команди першого дивізіону Блекберн Роверс, і називався Aston Lower Grounds. Його не називали Вілла Парк до наступного року. У той дощовий день Вілла перемогла 3-0 у присутності 15,000 глядачів, а перший історичний гол на новому стадіоні забив Джонні Кемпбелл (англ. Johnny Campbell). У цей час Вілла Парк належав пивоварній компанії Flowers&Co із міста Стретфорд-на-Ейвоні. Фредерік Райндер (англ. Frederick Rinder) і Чарльз Джонстон (англ. Charles Johnstone) подбали про отримання стадіону в оренду, яка тривала 21 рік за початковою ціною 250 фунтів на рік. Райндер домовився щодо додаткового пункту про придбання землі за ціною 5 шилінгів за квадратний ярд протягом 21 року і до 1911 року Вілла стала практично власницею стадіону, який можна було порівнювати з найкращими стадіонами у світі. Однак, протягом декількох років новий стадіон залишався незавершеним через брак коштів.
На стадіоні була трибуна, на якій сиділи 5,500 фанів, і ще 4,500 стояли попереду, і з боку Триніті Роуд могло розташуватися ще приблизно 8,000 уболівальників. Але вболівальники Вілли, які повинні були задовольнятися відкритими стоячими місцями, під час дощу вимокали до нитки. Поступово під керівництвом Фредеріка Райндера, стадіон був вдосконалений і колишні розваги, такі як акваріум, ресторан, роледром і велосипедний трек були перероблені для нових цілей.
З боку Віттон Лейн над стадіоном підняли дах і всередині будівлі розмістилися нові офіси і гімнастичний зал. Зі зворотного боку стадіону розташувалося тренувальне поле, а на місці старого театру Вілла зробила автомобільну стоянку.

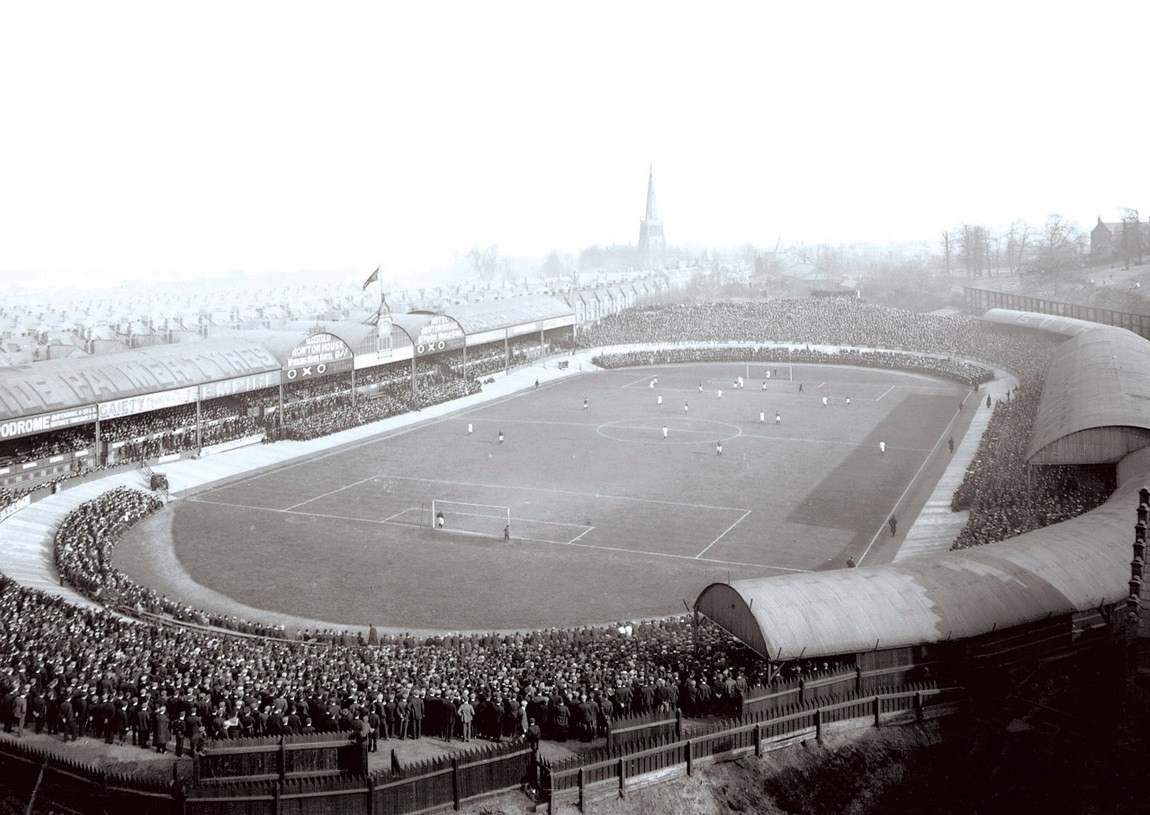
«Вілла Парк» у 1907 році

Райндер мріяв про стадіон, здатний вміщувати 130,000 осіб, проте Перша світова війна порушила його плани. Після війни роботи зі створення такого стадіону були продовжені. Трибуна Віттон Лейн (Witton Lane) була збільшена, а за воротами було зроблено насип і у 1922 році побудовано нову трибуну Триніті Роуд (англ. Trinity Road), що замінила обгороджену ділянку. Відкрита Королем Георгом VI в 1924 році (а для вболівальників роком раніше), ця трибуна залишається частиною Вілла Парку і сьогодні.
Кілька великих реконструкцій до 1940 року було зроблено на стоячій трибуні Холт Енд (англ. Holte End), незважаючи на суворі обмеження в будівництві. Нарешті Вілла Парк був завершений, але міг вмістити тільки 80,000 осіб, дві третини від тієї кількості, яку хотів Фредерік Райндер.
Після початку Другої Світової Війни, Вілла Парк був закритий для футболу і відданий військовим як бомбосховища і сховища. Стадіон знаходився під вогнем німецьких бомбардувальників і в результаті нальотів постраждав дах над трибуною Віттон Лейн.
Незабаром, після закінчення війни, фани знову почали збиратися на стадіоні і в березні 1946 року був зафіксований рекорд відвідуваності Вілла Парк — 76,588 чоловік прийшли подивитися як Вілла програє Дербі Каунті в 6-му раунді Кубка Англії. Протягом наступних 30 років зміни на стадіоні були незначні — в 1958 році були встановлені освітлювальні щогли, над трибуною Холт Енд звели дах в 1962 році, а старий закруглений дах над Віттон Лейн замінили на звичайний нахилений.

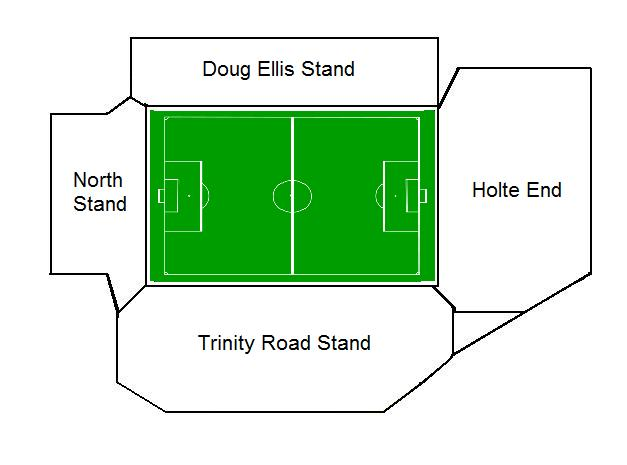
Діаграма сучасного вигляду трибун на «Вілла Парк»

У 1966 році на Вілла Парк пройшли три матчі Чемпіонату світу 1966 (Іспанія —Аргентина, ФРН—Іспанія, Аргентина—ФРН). Вілла витратила 99,450 фунтів на покращення стадіону, зокрема відбулася установка 6,000 тимчасових сидінь на Віттон Лейн та інші.
Наприкінці 1970-х, з початком повернення клубу до когорти найсильніших, після тривалого перебування в нижчих дивізіонах, виникли плани нових великих змін стадіону — будівництва Північної Трибуни. Нова трибуна повинна була бути вельми вражаючою і зробити стадіон вперше повністю критим. І хоча нова трибуна вийшла чудовою, клуб витратив дуже багато грошей і на кілька років став боржником. Ніколи до цього будівництво спортивної арени не закінчувалося таким скандалом. Поліцейські і внутрішні розслідування показали, що близько три чверті мільйона фунтів були використані не за призначенням. Винні були звільнені, але це не могло запобігти конфлікту з уболівальниками.
У 1981 році після перемоги Вілли в чемпіонаті на стадіоні поставили електронне табло. Вілла також встановила пластикове покриття, щоб захистити поле, якому через Північну Трибуну не вистачало світла і вентиляції.
Після трагедії на Хіллсборо в 1989 році, клуб був змушений зробити подальші зміни на стадіоні, щоб він відповідав усім вимогам згідно з доповіддю Тейлора про безпеку на стадіонах. У 1993—1994 роках завершилися роботи по переробці стоячих місць у сидячі. 7 травня 1994 45,347 уболівальників попрощалися з горезвісним Холт Ендом (названий так на ім'я архітектора, який побудував Астон Холл), який був протягом 1994/95 років збудований заново. Тепер він вміщає 13,500 глядачів.

### Фінал Кубка Кубків УЄФА 1999
У 1999 стадіон приймав фінальний матч Кубка Кубків УЄФА між римським «Лаціо» та іспанською «Мальоркою»

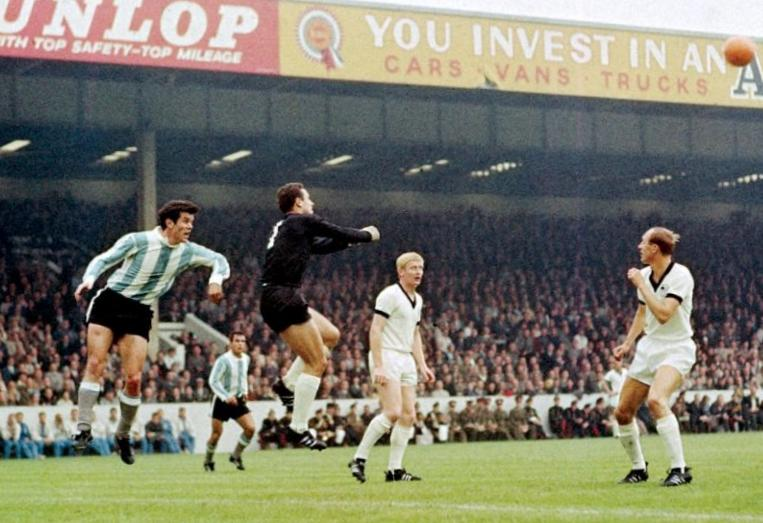
Матч Аргентина—ФРН у рамках ЧС-1966 на «Вілла Парк»

| Дата      | Матч                 | Рахунок | Раунд |
| --------- | -------------------- | ------- | ----- |
| 19 травня | «Лаціо» — «Мальорка» | 2:1     | Фінал |

### Чемпіонат світу 1966
Під час Чемпіонату світу 1966 року стадіон приймав три матчі за участі збірних ФРН, Іспанії та Аргентини:

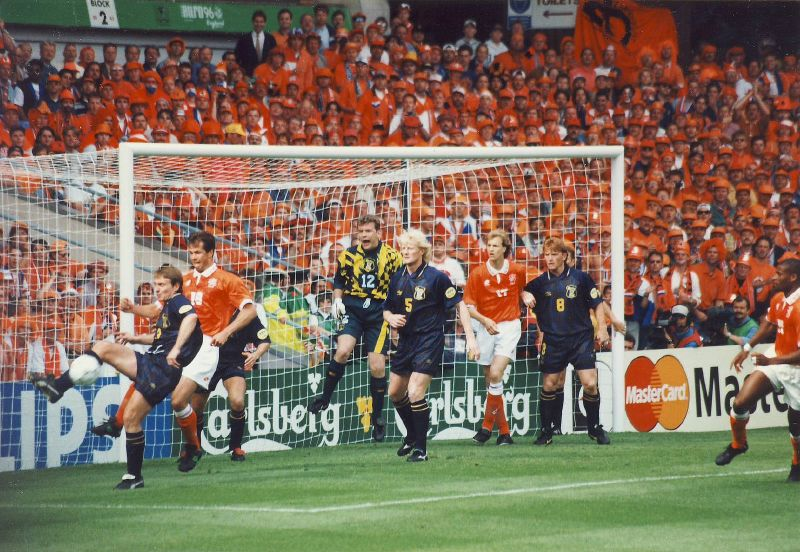
Матч Шотландія—Нідерланди у рамках Євро-1996 на «Вілла Парк»

| Дата     | Матч                | Рахунок | Раунд        |
| -------- | ------------------- | ------- | ------------ |
| 13 липня | Аргентина — Іспанія | 2:1     | Матч групи 2 |
| 16 липня | ФРН — Аргентина     | 0:0     | Матч групи 2 |
| 20 липня | ФРН — Іспанія       | 2:1     | Матч групи 2 |

### Чемпіонат Європи 1996
Під час Чемпіонату Європи 1996 року стадіон приймав чотири матчі за участю збірних Нідерландів, Шотландії, Швейцарії, Чехії та Португалії:
| Дата      | Матч                   | Рахунок | Раунд          |
| --------- | ---------------------- | ------- | -------------- |
| 10 червня | Нідерланди — Шотландія | 0:0     | Матч групи «А» |
| 13 червня | Швейцарія — Нідерланди | 0:2     | Матч групи «А» |
| 18 червня | Шотландія — Швейцарія  | 1:0     | Матч групи «А» |
| 23 червня | Чехія — Португалія     | 1:0     | Чверть-фінал   |